# Coppa Italia Dilettanti (Fase Eccellenza) 1991-1992
La fase Eccellenza della Coppa Italia Dilettanti 1991-1992 è un trofeo di calcio cui partecipano le squadre militanti nell'Eccellenza 1991-1992. Questa è la 11ª edizione, la prima con questo nome. La vincitrice si qualifica per la finale della Coppa Italia Dilettanti 1991-1992 contro la vincitrice della fase Interregionale.

## Breve regolamento
Fino alla stagione precedente, le squadre del massimo campionato regionale si cimentavano in un torneo strutturato in due turni a livello regionale, ed i successivi con soli abbinamenti extra-regionali.
Con questa edizione vengono istituite le coppe regionali cui partecipano le compagini dell'Eccellenza 1991-1992 e Promozione 1991-1992. Le 18 vincitrici accedono alla fase nazionale e vengono divise in 6 gironi da tre squadre ciascuno; le vincitrici vengono ancora divise in 2 gironi di semifinale da tre squadre ciascuno; le due squadre rimaste disputano la finale.
Le coppe regionali erano 18, anziché 19, poiché Eccellenza Molise ancora non esisteva, sarebbe stata istituita la stagione seguente.

## Squadre partecipanti
| Regione                  | Squadra        | Città (provincia)     | Risultato       | Finalista        |
| ------------------------ | -------------- | --------------------- | --------------- | ---------------- |
| Piemonte e Valle d'Aosta | Pinerolo       | Pinerolo (TO)         | 2–1             | Mathi            |
| Liguria                  | Pontedecimo    | Pontedecimo di Genova | 1–2 e 1–0 (gfc) | Sestrese         |
| Lombardia                | Quinzano       | Quinzano d'Oglio (BS) | 4–1 e 2–0       | Romanese         |
| Trentino-Alto Adige      | Naturns        | Naturno (BZ)          | ?               | ?                |
| Veneto                   | Riello Legnago | Legnago (VR)          | 0–0 (5-3 dtr)   | Contarina        |
| Friuli-Venezia Giulia    | Porcia         | Porcia (PN)           | 2–2 e 2–0       | Ruda             |
| Emilia-Romagna           | Finale Emilia  | Finale Emilia (MO)    | ?               | ?                |
| Toscana                  | Livorno        | Livorno               | ?               | ?                |
| Umbria                   | Stroncone      | Stroncone (TR)        | 2–1             | Amerina          |
| Marche                   | Maceratese     | Macerata              | 3–2 (dts)       | Jesina           |
| Lazio                    | Fiumicino      | Fiumicino (RM)        | 2–1 e 1–1       | Tanas Primavalle |
| Abruzzo                  | Bellante       | Bellante (TE)         | ?               | ?                |
| Campania                 | Cavese         | Cava de' Tirreni (SA) | 0–1             | Frattese         |
| Puglia                   | Noci           | Noci (BA)             | ?               | ?                |
| Basilicata               | Melfi          | Melfi (PZ)            | 5–0 2–0         | Bernalda Murese  |
| Calabria                 | Siderno        | Siderno (RC)          | 1-1 / 1-0       | Isola C.R.       |
| Sicilia                  | Bagheria       | Bagheria (PA)         | 3–1             | Juventina Gela   |
| Sardegna                 | Decimoputzu    | Decimoputzu (CA)      | 3–2             | Quartu           |

## Risultati
- Primo turno:
  - Triangolare F

Melfi, Noci, Bellante 
- - Bellante-Noci:               pareggio, data ignota[6]
  - Melfi-Bellante:              0-2, 18 marzo 1992 [7]
  - Noci-Melfi:                  3-0, 25 marzo 1992[8]

Passa il Noci per differenza reti
- Secondo turno:
  - Noci-Maceratese:               pareggio [9]
  - Cavese-Noci:               2-3, 22 aprile 1992 [10]
  - Maceratese-Cavese:               vince Maceratese, 29 aprile 1992

Passa la Maceratese per differenza reti
Questo il cammino del Quinzano:
- Primo turno:
  - Naturns-Porcia:                0-2[12]
  - Quinzano-Naturns:              9-0
  - Porcia-Quinzano:               0-3[13]
- Secondo turno:
  - Fiumicino-Quinzano:            1-2
  - Quinzano-Livorno:              2-0
  - Livorno-Fiumicino:            ?

## Finale
| Squadra 1  | Totale | Squadra 2 | Andata | Ritorno |
| ---------- | ------ | --------- | ------ | ------- |
| Maceratese | 1 – 5  | Quinzano  | 0 – 3  | 1 – 2   |